# Локхед, Энди
Э́ндрю Ло́ример Ло́кхед (англ. Andrew Lorimar Lochhead; 9 марта 1941, Милнгай, Данбартоншир — 18 марта 2022) — шотландский футболист, играл на позиции нападающего.

## Биография

### Игровая карьера
В 1960 году Локхед уехал в Англию и присоединился к «Бернли», за который играл в течение восьми сезонов. В составе «бордовых» он был известен как результативный нападающий. 26 декабря 1963 года в матче Первого дивизиона с «Манчестер Юнайтед» оформил покер — «Бёрнли» выиграл тот матч со счётом 6:1. Всего за «Бернли» сыграл 228 матчей и забил более 100 голов.
В 1968 году был продан в «Лестер Сити» за сумму 80 000 фунтов стерлингов. В составе «лис» Локхед отыграл два сезона и играл в финале Кубка Англии 1969 года, в котором «Лестер» со счётом 1:0 проиграл «Манчестер Сити». 
В феврале 1970 года перешёл в «Астон Виллу», которая представляла Второй дивизион. По итогам сезона бирмингемский клуб вылетел в Третий дивизион. Локхед продолжал играть за «Астон Виллу», став одним из лидером команды и в 1972 году клуб вернулся во Второй дивизион. Локхед в течение одного сезона продолжил играть за «Астон Виллу» в течение одного сезона. Всего во всех турнирах за «Астон Виллу» Локхед сыграл 154 матча и забил 44 гола.
В августе 1973 года присоединился к клубу Третьего дивизиона «Олдем Атлетик», за который играл в течение двух сезонов. Помимо этого, на правах аренды играл в США за «Денвер Дайнамоз».

### Смерть
Скончался 18 марта 2022 года в возрасте 81 года.